# Stadio Artemio Franchi, Siena
Stadio Artemio Franchi (Stadion Artemia Franchija) je mnogonamenski stadion v Sieni, Italija. Trenutno ga uporabljajo večinoma za nogometne tekme domačega moštva A.C. Siena. Stadion je bil zgrajen leta 1923, njegova kapaciteta ja 15.373 sedežev. 
Imenuje se po bivšem predsedniku Italijanske nogometne zveze Artemiu Franchiju. 
Poleti leta 2007 so se v klubu A.C. Siena odločili preimenovati stadion v Stadio Artemio Franchi – Montepaschi Arena, da bi vključili svojega glavnega sponzorja, Monte dei Paschi di Siena.